# Жеро V (граф Арманьяк)
Жеро V (фр. Géraud V d'Armagnac; д/н — 30 вересня 1219) — граф Арманьяк і Фезансак в 1215—1219 роках. Вимушений був підкоритися французькій королівській владі.

## Життєпис
Походив з Дому Ломань. Син Бернара, віконта Фезансаге, та Жеральди де Фуа. Про народження нічого невідомо. 1182 року його батько був спадкоємцем графства Арманьяк. Проте після того, як народився Жеро IV Бернар де Фезансаге втратив свій статус. 1200 року після смерті батька Жеро успадкував віконтство Фезансаге.
1212 року внаслідок смерті Жеро IV успадкував ці володіння. Спочатку підтримував Раймунда IV, графа Тулузи, та Раймона Роже, графа Фуа, у боротьбі з хрестоносцями на чолі із Симоном де Монофором. Втім після перемоги останнього у битві біля Мюре, становище прихильника графа тулузького погіршилося. 1215 року Жеро V визнав зверхність Симона де Монфора, як нового графа Тулузи.
1217 року з початком повстання містян Тулузи дістав наказ Симона де Монфора приєднатися до облоги Тулузи. Жеро V не дуже охоче підкорився. На дяку він отримав Л'Іль-Журден. 1219 року допомагав Аморі де Монфору. Того ж року помер. Йому спадкував син П'єр Жерар.

## Родина
- П'єр Жерар (д/н—1241/1242), граф Арманья і Фезансак
- Бернар (д/н—1245/1246), граф Арманьяк і Фезансак
- Маскароза (д/н—1249), графиня Арманьяк і Фезансак